# Olsynium obscurum
Olsynium obscurum är en irisväxtart som först beskrevs av Antonio José Cavanilles, och fick sitt nu gällande namn av Peter Goldblatt. Olsynium obscurum ingår i släktet Olsynium och familjen irisväxter. Inga underarter finns listade i Catalogue of Life.